# Agustinus Agus
Agustinus Agus (Lintang, 22 de outubro de 1949) é arcebispo de Pontianak.
Agustinus Agus foi ordenado sacerdote em 6 de junho de 1977.
O Papa João Paulo II o nomeou Bispo de Sintang em 29 de outubro de 1999. O arcebispo de Jacarta e bispo militar da Indonésia, cardeal Julius Riyadi Darmaatmadja SJ, concedeu-lhe a consagração episcopal em 6 de fevereiro do ano seguinte; Os co-consagradores foram Renzo Fratini, Núncio Apostólico na Indonésia, e Hieronymus Herculanus Bumbun OFMCap, Arcebispo de Pontianak.
Em 3 de junho de 2014, o Papa Francisco o nomeou Arcebispo de Pontianak. A posse ocorreu em 28 de agosto do mesmo ano.